# Amorbia rectangularis
Amorbia rectangularis es una especie de polilla del género Amorbia, tribu Sparganothini, subfamilia Tortricinae.

## Distribución
Se distribuye por Brasil.

## Taxonomía
Fue descrita por Meyrick en 1931 y publicada en Exotic Microlepid. 4: 155.